# Pietro Fanna
Pietro Fanna (Grimacco, Provincia de Udine, Italia, 23 de junio de 1958) es un exfutbolista italiano. Se desempeñaba en la posición de centrocampista.

## Selección nacional
Fue internacional con la selección de fútbol de Italia en 14 ocasiones. Debutó el 22 de diciembre de 1983, en un encuentro válido por las eliminatorias para la Eurocopa 1984 ante la selección de Chipre que finalizó con marcador de 3-1 a favor de los italianos.

### Participaciones en Eurocopas
| Eurocopa                | Sede          | Resultado        |
| ----------------------- | ------------- | ---------------- |
| Eurocopa Sub-21 de 1978 | Sin sede fija | Cuartos de final |
| Eurocopa Sub-21 de 1980 | Sin sede fija | Cuartos de final |

## Clubes
| Club           | País   | Año         |
| -------------- | ------ | ----------- |
| Atalanta B. C. | Italia | 1975 - 1977 |
| Juventus F. C. | Italia | 1977 - 1982 |
| Hellas Verona  | Italia | 1982 - 1985 |
| Inter de Milán | Italia | 1985 - 1989 |
| Hellas Verona  | Italia | 1989 - 1993 |

## Palmarés

### Campeonatos nacionales
| Título      | Club           | País   | Año     |
| ----------- | -------------- | ------ | ------- |
| Serie A     | Juventus F. C. | Italia | 1977-78 |
| Copa Italia | Juventus F. C. | Italia | 1978-79 |
| Serie A     | Juventus F. C. | Italia | 1980-81 |
| Serie A     | Juventus F. C. | Italia | 1981-82 |
| Serie A     | Hellas Verona  | Italia | 1984-85 |
| Serie A     | Inter de Milán | Italia | 1988-89 |